# Abibón
Abibón (fl. siglo I d. C.), también conocido como Abibas, era hijo de Gamaliel, el maestro de Pablo Apóstol. Algunas fuentes dicen que fue bautizado con su padre y su hermano Nicodemo. Se les considera santos de la Iglesia católica. El hallazgo de sus reliquias se celebró como fiesta el 3 de agosto, y sus fiestas se conmemoran especialmente el 2 de diciembre en Pisa.

## Vida
No se sabe mucho sobre la vida de Abibón. Era el segundo hijo de Gamaliel, miembro destacado del Sanedrín a principios del siglo I. Tras ser bautizado junto a su padre, murió a la edad de veinte años por causas naturales.

## Cuerpo
En 415, el cuerpo de Abibón fue encontrado junto a los de  san Esteban, Nicodemo y su padre en Capergamela, una ciudad a veinte millas de Jerusalén.